# ホワイト 666トラック
ホワイト 666トラック（White 666 Truck）は、第二次世界大戦期にアメリカ合衆国で開発・運用された、大型の6輪駆動の輸送用または牽引用トラックである。本記事では、ほぼ同じ車両である、コービット 50SD6（Corbitt 50SD6）、および各種派生型についても記述する。

## 概要
ホワイト 666（White 666）は、第二次世界大戦期にアメリカ合衆国のホワイト・モーター（White Motor Company）社で生産された輸送用、あるいは牽引用のトラックで、6輪駆動で6tクラスの積載量を持つ事から、666のモデル名が付けられた。
1939年から、コービット（Corbitt）社が、6輪駆動の6トントラックである、50SD6の開発を始め、1941年には量産を開始した。しかし、コービット社だけでは充分な供給力を有していなかったことから、ホワイト・モーター社での併行生産が行われた。この車両が、ホワイト666である。ホワイト666は、コービット50SD6とほぼ同じ外観、構造であり、どちらもアメリカ軍の各部隊で、物資の輸送や火砲の牽引に活躍した。また、ホワイト 666/コービット 50SD6のいずれにも、初期に生産されたハードトップキャブ、1942年頃から生産されたソフトトップキャブのモデルが存在し、ソフトトップ型には、他のアメリカ軍の車両と同様に、リングマウントを取り付け、M2重機関銃を装備可能であった。最終的に、ホワイト社での生産数はコービット社での生産数を上回っており、また、判りやすいネーミングであった事などから、この6輪駆動6トントラックの代名詞的存在と成り得たと考えられる。
ホワイト 666/コービット 50SD6は、大戦後、朝鮮戦争にも投入され、その後も友好国に供与されるなどして使用が続けられた。陸上自衛隊にも供与され、大型の輸送トラックとして活用された。

### 画像

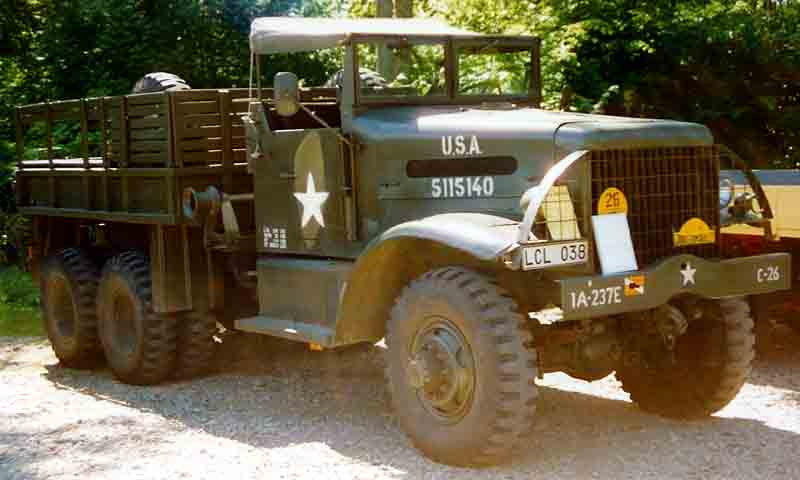
ホワイト 666カーゴトラック

## 派生型
ホワイト 666/コービット 50SD6にはいくつかの派生型車両が存在する。ブロックウェイ（Brockway）社では、1942年から1945年にかけて、ホワイト 666/コービット 50SD6のシャーシから、B666、C666、F666のモデル名を持つ特殊車両が開発、製造された。これらは主に工兵部隊で架橋作業に用いられる車両で、B666（Bridge Erector）は、荷台に積載した橋板などの資材を敷設するためのアンロード機構を有しており、C666、F666は車体後部に密閉式の操縦室を有する、クイックウェイ社（Quick-Way Truck Shovel Co）製の旋回式大型クレーンを搭載していた。（F666は、消防車型 "Fire Truck"である、と記述する資料も見られる。）
また、この他にも、タンクローリー型、無線通信車両、トレーラー牽引用のトラクター型などが、ブロックウェイ社、ワード・ラ・フランス（Ward LaFrance）社、FWD社で分担生産された。

### 画像

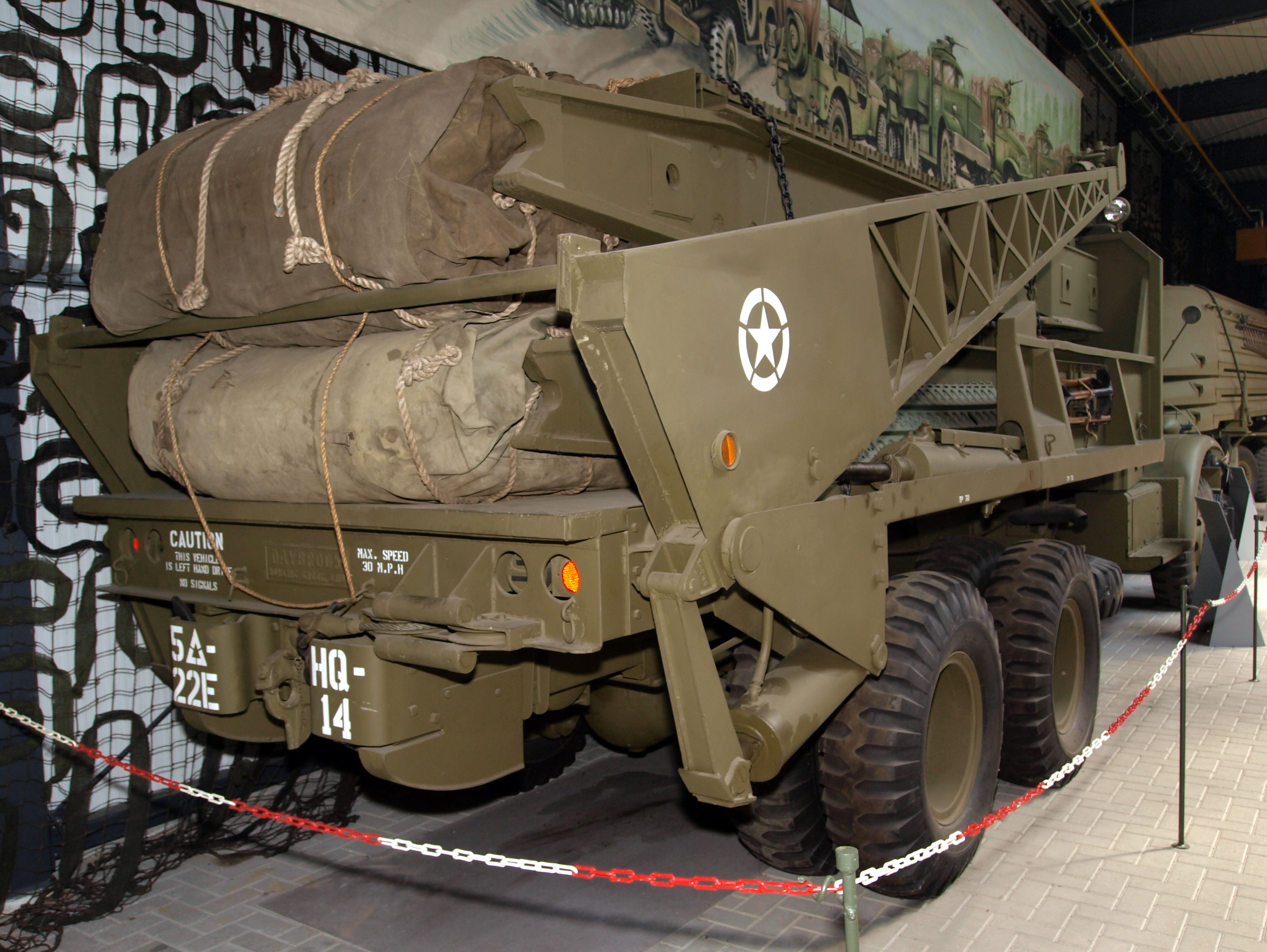
B666の車体後部
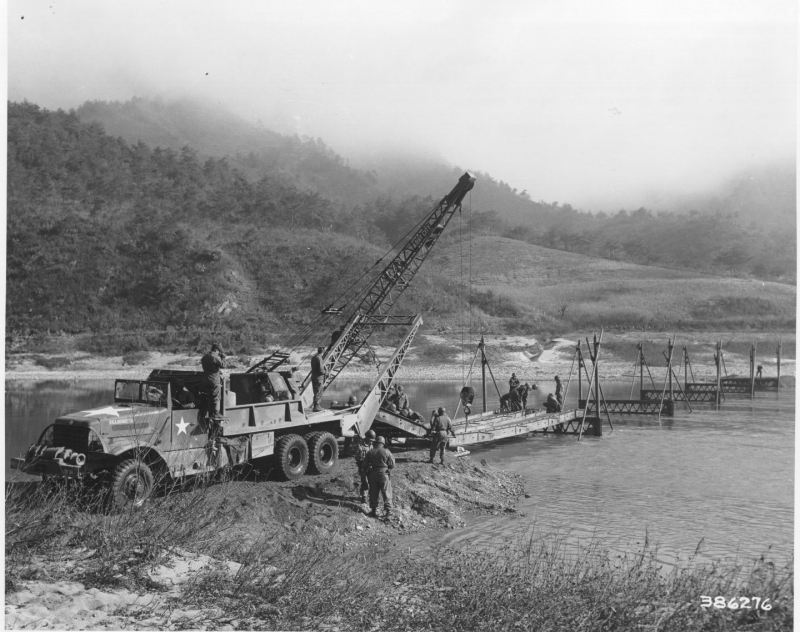
架橋作業を行うB666 ブリッジ・エレクター
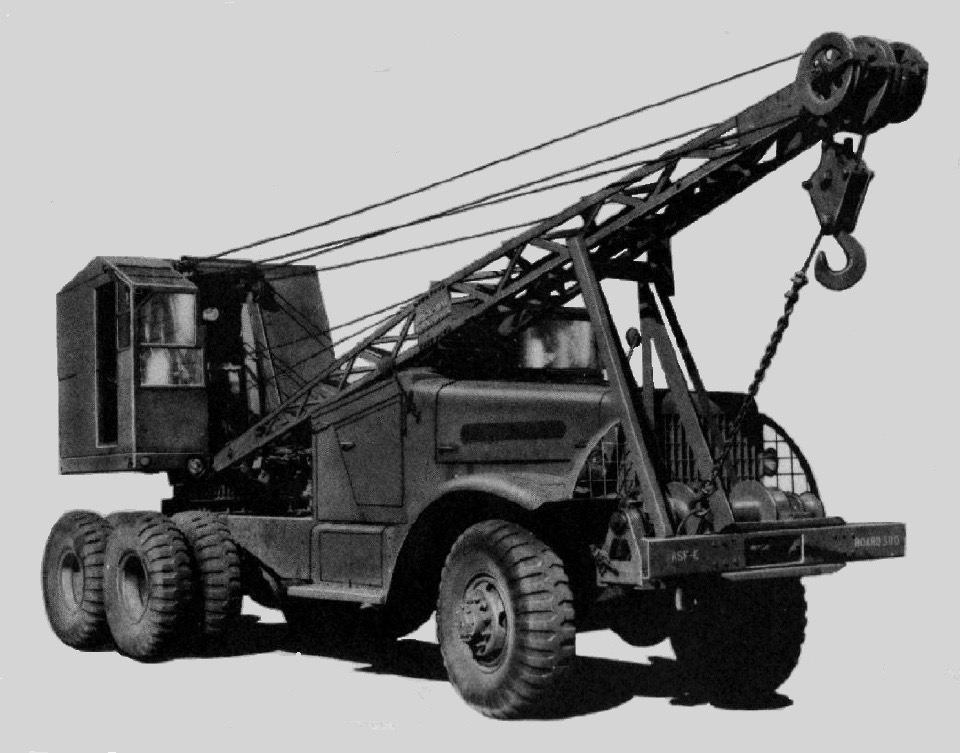
C666 クイックウェイ・クレーン搭載車

## 形式番号
ホワイト 666/コービット 50SD6および派生型は、アメリカ陸軍武器科の補給品カタログにおいて用いられる命名法システムでは、以下の様に分類されている。
- ホワイト 666　-　G-514
- コービット 50SD6　-　G-512
- ブロックウェイ B666/C666/F666　-　G547、および G690